# Adeodatus II
Adeodatus II, född i Rom, var påve från 11 april 672 till 17 juni 676. Han kallas ibland bara Adeodatus, då företrädaren Adeodatus I egentligen hette Deusdedit.

## Biografi
Nästan ingenting är känt om Adeodatus II. Man vet att han var född i Rom och son till en man vid namn Jovinianus. Han blev i unga år munk vid klostret Sankt Erasmus på Caelius i Rom innan han blev påve, en post han tillträdde den 11 april 672, och han var då ålderstigen. Till Adeodatus kända gärningar hör att han verkade för att förbättra klosterdisciplinen, och att han uppträdde under den monoteletiska striden såsom en ivrig försvarare av läran om två viljor hos Kristus. 
Av hans hand finns två brev bevarade: ett till Petrus av Canterbury, och ett till Martin av Tours. 